# Whitley Warriors
 (avril 2023).
Si vous disposez d'ouvrages ou d'articles de référence ou si vous connaissez des sites web de qualité traitant du thème abordé ici, merci de compléter l'article en donnant les références utiles à sa vérifiabilité et en les liant à la section « Notes et références ».
Les Whitley Warriors sont un club de hockey sur glace de Whitley Bay en Angleterre. Ils évoluent dans le Championnat du Royaume-Uni de hockey sur glace D2.

## Historique
Le club est créé en 1955.

## Gestion
- Directeur Général : Paul Matthews[1]
- Entraîneur : David Longstaff[1]